# Знаменське (Чамзінський район)
Зна́менське (рос. Знаменское, ерз. Знаменское) — село у складі Чамзінського району Мордовії, Росія. Входить до складу Мічурінського сільського поселення.
Стара назва — Мертовщина.

## Населення
Населення — 173 особи (2010; 198 у 2002).
Національний склад (станом на 2002 рік):
- росіяни — 68 %
- мордва — 29 %